# Mattson Tomlin
Mattson Tomlin (Bucarest, 16 luglio 1990) è uno sceneggiatore, regista e produttore cinematografico romeno.

## Biografia
Nel 2018, Tomlin vede la sua sceneggiatura Powers scelta per essere trasportata sul grande schermo col film Project Power (2020) diretto da Ariel Schulman e Henry Joost; nel 2020 scrive e produce anche il film Little Fish, basato anch'esso su una sua idea originale. Grazie al successo di questi due primi progetti in un solo anno, Tomlin viene scelto dalla Warner Bros. per scrivere The Batman (2022). Sempre nel 2020 Tomlin partecipa ad altri progetti: per Amazon scrive l'episodio pilota della serie televisiva Fear Agent basata sulla serie a fumetti omonima; per la LionsGate scrive l'adattamento cinematografico del fumetto Memetic (entrambi i primi due progetti sono prodotti anche dalla Point Grey Pictures di Seth Rogen e Evan Goldberg); per la 20th Century Studios scrive l'adattamento cinematografico live action di Mega Man; per la Paramount Pictures scrive il film 2084, basato su una sua spec script che rivede in chiave moderna il celebre 1984 di George Orwell. Nel settembre 2020 viene annunciato come sceneggiatore e regista, al debutto, del film Mother/Android, prodotto da Matt Reeves.

## Filmografia

### Sceneggiatore
- Project Power, regia di Ariel Schulman e Henry Joost (2020)
- Little Fish, regia di Chad Hartigan (2020)
- Mother/Android, regia di Mattson Tomlin (2021)
- The Batman, regia di Matt Reeves (2022) - non accreditato[9]
- Terminator Zero - serie animata (2024)

### Regista
- Mother/Android (2021)

### Produttore
- Little Fish, regia di Chad Hartigan (2020)
- Mother/Android, regia di Mattson Tomlin (2021)
- Terminator Zero - serie animata (2024)